# Lauren Phoenix
Lauren Phoenix (Toronto, 13 maggio 1979) è un'ex attrice pornografica canadese.

## Biografia
Lauren Phoenix è nata ed è stata cresciuta a Toronto, nell'Ontario. Ha studiato musica all'Università dell'Ontario Occidentale e ha cominciato a ballare danza esotica a vent'anni. Ha lavorato in diverse città dell'Ontario del Sud, come Windsor, per ridurre le possibilità di incontrare qualcuno che la conoscesse personalmente. Ha anche lavorato in Inghilterra e a Las Vegas.
Durante i suoi balli faceva uso di giocattoli sessuali con l'obiettivo di entrare nell'industria pornografica creando il proprio sito web e vendendo il suo materiale per adulti. Si è trasferita in California e ha firmato un contratto con l'agenzia World Modeling per il quale ha posato nuda. Ha cominciato a lavorare come attrice pornografica nel 2003.
Nel 2005 è stata reclutata dalla compagnia di abbigliamento American Apparel come modella per vestire la biancheria intima del proprio catalogo.
Si è ritirata dall'industria pornografica il 6 giugno 2006 nonostante anni dopo siano usciti film e compilation con la sua partecipazione.

## Riconoscimenti
- AVN Awards
  - 2005 – Female Performer of the Year[6]

- XRCO Awards
  - 2004 – Best New Starlet[7]
  - 2004 – Oragsmic Analist[7]
  - 2005 – Female Performer of the Year[8]
  - 2005 – Orgasmic Analist[8]

## Filmografia

### Attrice
- 12 on One 1 (2003)
- Adultrous (2003)
- Amateur Angels 11 (2003)
- Anal Addicts 13 (2003)
- Anal Fever 5 (2003)
- Anal Trainer 3 (2003)
- Ass Stretchers 3 (2003)
- Ass Worship 5 (2003)
- Assploitations 2 (2003)
- Asylum (2003)
- ATM Machine 3 (2003)
- Azz Fest 2 (2003)
- Barefoot Confidential 25 (2003)
- Barely Legal 37 (2003)
- Black in the Saddle (2003)
- Blonde Eye for the Black Guy 1 (2003)
- Bottom Feeders 10 (2003)
- Cailey's Sex Kittens (2003)
- Chocolate Vanilla Cream Pie (2003)
- Close-up 1 (2003)
- Club Carrie (2003)
- Cockless 23 (2003)
- Cockless 24 (2003)
- Code Blue (2003)
- Cumback Pussy 50 (2003)
- Cumstains 2 (2003)
- Deconstructing Ava (2003)
- Deep Throat This 11 (2003)
- Dirtier Debutantes 4 (2003)
- Dirtier Debutantes 8 (2003)
- Double Dip 'er 2 (2003)
- Double Reamed And Creamed (2003)
- Dripping Wet Sex 7 (2003)
- Erotica XXX 4 (2003)
- Foot Traffic 9 (2003)
- Fuck Dolls 1 (2003)
- Full Throttle Anal (2003)
- Girl Crazy 1 (2003)
- Girls On Parade (2003)
- Grand Theft Anal 2 (2003)
- Hellcats 2 (2003)
- Hollywood Guru (2003)
- Hot Showers 10 (2003)
- I Like It Black and Deep in My Ass 2 (2003)
- I'm Your Slut 2 (2003)
- In Your Mouth And On Your Face 1 (2003)
- Internal Cumbustion 2 (2003)
- Interracial Lust 1 (2003)
- Interracial Nation 7 (2003)
- Interracial POV 1 (2003)
- It's All About The Ass 1 (2003)
- Lewd Conduct 17 (2003)
- Make My Butt Cum 3 (2003)
- Meat Pushin In The Seat Cushion 2 (2003)
- More Dirty Debutantes 253 (2003)
- More Dirty Debutantes 254 (2003)
- More Dirty Debutantes 255 (2003)
- No Man's Land 39 (2003)
- North Pole 40 (2003)
- Pie in the Face (2003)
- Pussy is Not Enough 2 (2003)
- Pussy Off Limits (2003)
- Pussyman's Bikini Butt Babes 2 (2003)
- Rapid Fire 6 (2003)
- Real Sex Magazine 57 (2003)
- Ring Sluts (2003)
- Search and Destroy 3 (2003)
- Service Animals 15 (2003)
- Sex with Young Girls 3 (2003)
- Shades of Red (2003)
- Sodomania 41 (2003)
- Specs Appeal 13 (2003)
- Stack Em' Deep (2003)
- Stick It Where The Sun Don't Shine (2003)
- Swallow Every Drop 1 (2003)
- Sweatin' It 8 (2003)
- Teen Power 2 (2003)
- Vortexxx (2003)
- Wedding (2003)
- Wett Between the Tights (2003)
- Wild Poppy (2003)
- Young Sluts, Inc. 13 (2003)
- Zodiac Rising (2003)
- Zorho Meets The Mob (2003)
- 1 Dick 2 Chicks 2 (2004)
- 2 Of A Kind (2004)
- 2 on 1 18 (2004)
- 3 Pete (2004)
- 30 Days in the Hole (2004)
- A.N.A.L. 3: Bum Rush (2004)
- Ablaze (2004)
- All About Anal (2004)
- Anal Delinquents 1 (2004)
- Anal Prostitutes On Video 1 (2004)
- Angels of Debauchery 1 (2004)
- Apprentass 1 (2004)
- Apprentass 2 (2004)
- Aria's Evil Sex Garden (2004)
- Art Of Anal Group Sex (2004)
- Art Of Oral Group Sex (2004)
- Ass 2 Mouth 1 (2004)
- Ass 4 Cash 2 (2004)
- Asseaters Unanimous 5 (2004)
- Assed Out 1 (2004)
- Assfensive 1 (2004)
- Assploitations 4 (2004)
- At Your Service (2004)
- Azz Fest 5 (2004)
- Behind the Scenes of Dripping Wet Sex 2 (2004)
- Belladonna's Fucking Girls 1 (2004)
- Big Butt Brotha Lovers 3 (2004)
- Big Wet Asses 4 (2004), regia di Thomas Zupko
- Biggz and the Beauties 7 (2004)
- Biker Chicks Cum Easy 2 (2004)
- Black Bros and White Ho's 1 (2004)
- Black on White Crime 4 (2004)
- Black Up That White Ass 3 (2004)
- Born For Porn (2004)
- Bottomless 2 (2004)
- Buttwoman Iz Lauren Phoenix (2004)
- Cameltoe Perversions 2 (2004)
- Campus Confessions 10: In New York (2004)
- Campus Confessions 9: Little Secrets (2004)
- Chasing The Big Ones 23 (2004)
- Clusterfuck 3 (2004)
- Cum Buckets 1 (2004)
- Cum Swappers 1 (2004)
- Cytherea Iz Squirtwoman 1 (2004)
- Dawn of the Debutantes 14 (2004)
- Dawn of the Debutantes 21 (2004)
- Dawn of the Debutantes 22 (2004)
- Dear Whore 4 (2004)
- Defiled In Style (2004)
- Dinner Party 3: Cocktales (2004)
- Double Indulgence 1 (2004)
- Double Teamed 2 (2004)
- Drilled And Filled (2004)
- Droppin' Loads 4 (2004)
- Edge Runner (2004)
- Epiphany (2004)
- Extreme Penetrations (2004)
- Eye of the Beholder (2004)
- Gangbang Squad 1 (2004)
- Girl Crazy 4 (2004)
- Give Me Gape 2 (2004)
- Hellcats 6 (2004)
- Here Cum the Brides 1 (2004)
- Hittin' Dat White Azz 3 (2004)
- Hot Auto Bodies (2004)
- Hotel O 3 (2004)
- House Party 2: The After Party (2004)
- I Cream On Genie 1 (2004)
- I'll Do Anything for You 3 (2004)
- Innocence Little Secrets (2004)
- Intensitivity 3 (2004)
- Jack's Teen America 3 (2004)
- Just My Ass Please 1 (2004)
- Lipstick and Lingerie 2 (2004)
- Love Sucks (2004)
- Malibu's Most Hunted 2 (2004)
- Manhammer 3 (2004)
- Maximum Thrust 3 (2004)
- Mayhem Explosions 1 (2004)
- Mayhem Explosions 2 (2004)
- Meet Jane Doe (2004)
- Midnight Caller (2004)
- My Play Toy 3 (2004)
- News Girl (2004)
- Nikki Benz Show (2004)
- No Cum Dodging Allowed 3 (2004)
- No Man's Land Interracial Edition 7 (2004)
- Novelist (2004)
- Phoenix Rising (2004)
- Phoenix Unleashed (2004)
- Pigtail Cuties 2 (2004)
- Pole Position 2 (2004)
- Pop 2 (2004)
- Private Xtreme 14: Anal Love Stories (2004)
- Pussy Whipped 3 (2004)
- Rock Hard 1 (II) (2004)
- Seed of Seymore (2004)
- Semen Sippers 3 (2004)
- Sexual Predators 1 (2004)
- Slayer Unleashed 3 (2004)
- Sperm Banks 3 (2004)
- Suck Fuck Swallow 1 (2004)
- Swallow Me POV 1 (2004)
- Sweetheart (2004)
- Taboo 21 (2004)
- Tailgate (2004)
- Take That Deep Throat This 1 (2004)
- Tight and Tuned 2 (2004)
- To Protect And Service (2004)
- Total Babe 4: "It" Girls (2004)
- Truly Nice Ass 7: Scrumptious (2004)
- Twat Squad (2004)
- Ultimate Asses 3 (2004)
- Undressed And Oversexed (2004)
- Un-natural Sex 13 (2004)
- Up'r Class 1 (2004)
- Vanilla Cream Pies (2004)
- Veronica's Game (2004)
- Xvision 1 (2004)
- Young Girls' Fantasies 5 (2004)
- 20 Pages and Hot Chicks (2005)
- 31 Flavors (2005)
- About Face 2 (2005)
- Absolute Ass 3 (2005)
- Adult Video News Awards 2005 (2005)
- All Anal No Bullshit (2005)
- Anal Beauties (2005)
- Anal Haven (2005)
- Anal Impact 2 (2005)
- Anal Interpreter (2005)
- Anal Showdown (2005)
- Anal Supremacy 3 (2005)
- Anal Training (2005)
- Apprentass 3 (2005)
- Art of Interracial Group Sex (2005)
- Ass Pumpers 1 (2005)
- Ass Takers 1 (2005)
- Ass Worship 7 (2005)
- Asspiration (2005)
- Asspirations 1 (2005)
- Au Pair (2005)
- Babes Illustrated 15 (2005)
- Beautiful / Nasty 3 (2005)
- Belladonna: No Warning 1 (2005)
- Best of Cameltoe Perversions (2005)
- Big Booty Revenge 1 (2005)
- Big Butt Smashdown 4 (2005)
- Big White Wet Butts 1 (2005)
- Bigger the Better 1 (2005)
- Black Boned 2 (2005)
- Blow Me 2 (2005)
- Blow Me 3 (2005)
- Bodies in Motion (2005)
- Bomb Ass White Booty 1 (2005)
- Bootylicious 44: Slaves For The Black Man (2005)
- Butt Blassted 1 (2005)
- Christoph's Beautiful Girls 21 (2005)
- Coyote Nasty (2005)
- Crack Attack 2 (2005)
- Cumstains 6 (2005)
- Day Without Whores (2005)
- Desperate Mothers and Wives 2 (2005)
- Desperately Horny Housewives (2005)
- Double Penetration 3 (2005)
- Double Shocker 1 (2005)
- Elegant Angel Vault (2005)
- Euro Domination 5 (2005)
- Fans Have Spoken 11 (2005)
- Flawless 4 (2005)
- Flesh Fest 3 (2005)
- Gash (2005)
- Gina's Black Attack 1 (2005)
- Gobble the Goop 2 (2005)
- Gooey Buns 11 (2005)
- Grudge Fuck 4 (2005)
- Gummadas (2005)
- Heeeeere's Dasha (2005)
- Hit It and Quit It (2005)
- Hole Collector 1 (2005)
- Hook-ups 8 (2005)
- Horny Holiday (2005)
- Hottest Bitches In Porn (2005)
- House of Lauren (2005)
- Hyper Sex (2005)
- I Got Banged 3 (2005)
- If It Ain't Black Take It Back 4 (2005)
- Intimate Secrets 6 (2005)
- Kick Ass Chicks 22: Superstars (2005)
- Kick Ass Chicks 23: Anal Queens (2005)
- Kiss My Ass (2005)
- Lauren Phoenix AKA Filthy Whore (2005)
- Lauren Phoenix and Friends (2005)
- Lauren Phoenix's Fuck Me (2005)
- Lauren Phoenix's Pussy POV (2005)
- Little White Slave Girls 10 (2005)
- Mayhem Explosions 3 (2005)
- Monster Asses (2005)
- More Blowjobs Please (2005)
- Mouth 2 Mouth 1 (2005)
- Nailed With Cum (2005)
- Nasty Hard Sex 2 (2005)
- Negro In Mrs. Jones 8 (2005)
- Nightmare 3 (2005)
- No Cum Dodging Allowed 5 (2005)
- No Holes Left Unfilled 1 (2005)
- Only in America (2005)
- Outnumbered 3 (2005)
- Penetration Nation (2005)
- Pleasure 2 (2005)
- Porn Fidelity 1 (2005)
- POV 2 (2005)
- Pussy Control (2005)
- Reach Out and Touch Me 1 (2005)
- Riding The Curves 3 (2005)
- Searching For: The Anal Queen 1 (2005)
- She Got Ass 4 (2005)
- Shut Up And Fuck Me 1 (2005)
- Signature Series 13: Lauren Phoenix (2005)
- Six in Me 1 (2005)
- Slick Chicks Black Dicks (2005)
- Smokin' Blowjobs 2 (2005)
- Soloerotica 8 (2005)
- Spread 'Em Wide 3 (2005)
- Spunk'd (2005)
- Spunk'd 2 (2005)
- Stone Cold 2 (2005)
- Strap Attack 3 (2005)
- Taste Her O-Ring (2005)
- Tastes Like Cum (2005)
- Tear Jerkers 1 (2005)
- Teen Cum Bunnies (2005)
- Teen Riders 2 (2005)
- Top Porn Stars (2005)
- Ty Endicott's Smokin' POV 4 (2005)
- Up in the Club: Las Vegas (2005)
- Wet Dreams Cum True 4 (2005)
- Wicked Sex Party 7 (2005)
- All Girl Euphoria (2006)
- Anal Bandits 2 (2006)
- Anal Brigade (2006)
- Ass Fuckers 2 (2006)
- Ass Parade 8 (2006)
- Assault My Ass 2 (2006)
- Asstravaganza 2 (2006)
- Backdoor Desires (2006)
- Bad Girls (2006)
- Bang My Bride (2006)
- Barely Legal All Stars 6 (2006)
- Best of Dirtier Debutantes 2 (2006)
- Big Wet Asses 8 (2006)
- Black in the Crack Black in the Back 2 (2006)
- Blow Me 6 (2006)
- Blush (2006)
- Bring Your A Game 1 (2006)
- Bring Your A Game 2 (2006)
- Butt Junkies 1 (2006)
- Butt Sluts 2 (2006)
- Cuckold Fantasies 3 (2006)
- Da Vagina Code (2006)
- Deep Throat Cum Lovers (2006)
- Dirt Bags 1 (2006)
- Don't Hide it Divide it (2006)
- Dual Invasion 4 (2006)
- Flirting And Squirting (2006)
- House of Anal (2006)
- House of Ass 1 (2006)
- House Sitter (2006)
- How To Fuck Like A Porn Star (2006)
- I Love Lauren (2006)
- Jack's POV 1 (2006)
- Jenna Does Carmen (2006)
- Kick Ass Chicks 31: Tall Girls (2006)
- Longing for Him (2006)
- Lord of Asses 7 (2006)
- Made in the USA (2006)
- Naughty Office 2 (2006)
- Private Moments (2006)
- Puff Puff Give (2006)
- Sex Fest (2006)
- Sexpose' 3: Brittney Skye (2006)
- Sweet Cheeks 7 (2006)
- Table For 3 (2006)
- Taboo 8 (2006)
- That's Fucked Up (2006)
- Tight Blonde Assholes (2006)
- Top Guns 5 (2006)
- Vamp (2006)
- White Bubble Butt Sluts 2 (2006)
- X-treme Violation 2 (2006)
- Young Wet Bitches 2 (2006)
- 2 Dicks 1 Hole 2 (2007)
- Analicious (2007)
- Bent Over Babes (2007)
- Club Jenna's Casting Couch 1 (2007)
- Desperate (2007)
- Double Socket 2 (2007)
- Feeding Frenzy 9 (2007)
- Filthy Talkin' Fuck Dolls (2007)
- Fuck Away Bride (2007)
- Girl Gangs (2007)
- Hit Me with Your Black Cock (2007)
- Hot Imports 2 (2007)
- Hotter Than Hell 2 (2007)
- Hustler Hardcore Vault 5 (2007)
- I Love Tory (2007)
- I'll Toss Your Salad If You Butter My Buns (2007)
- Indecent Anal Experience (2007)
- Kick Ass Chicks 39: Gym Brats (2007)
- Kick Ass Chicks 45: Long Legs (2007)
- Lex and His Women (2007)
- Manuel Ferrara Fucks Them All (2007)
- My Black Cock in That Teen's White Ass 2 (2007)
- No Man's Land Coffee and Cream 1 (2007)
- Pussy Treasure (2007)
- Sex Mania (2007)
- Sexual Odyssey (2007)
- This Twat's For You (2007)
- Triangles (2007)
- Viva La Van (2007)
- White Water Shafting (2007)
- Anal Bandits 5 (2008)
- AssOrama (2008)
- Award Winning Anal Scenes 1 (2008)
- Award Winning Anal Scenes 2 (2008)
- Bangin White Ass (2008)
- Bitch 4 (2008)
- Blonde Ambition (2008)
- Burn (2008)
- Greatest Squirters Ever 3 (2008)
- Load Warriors 1 (2008)
- Mad MILF Money (2008)
- Mike John's Sperm Overload 2 (2008)
- Ride 'Em Girl (2008)
- Sperm Bank 7 (2008)
- Sperm Banks 6 (2008)
- Squirt-Stravaganza (2008)
- Suck My Cock 2 (2008)
- Super Shots: Ass That (2008)
- Super Shots: Tushy Talk 4 (2008)
- Teen Coochie Chaos (2008)
- Ultimate Feast 2 (2008)
- Watch Your Back 1 (2008)
- White Bubble Butts 1 (2008)
- Anal Girls Next Door 2 (2009)
- Ass The New Pussy (2009)
- Aurora Snow's Sorority Slam (2009)
- Best of Skeeter Kerkove (2009)
- Big Ass White Girls 1 (2009)
- Biker Dollz 2 (2009)
- Creamy Faces 1 (2009)
- Dirty Blondes (2009)
- Double Time (2009)
- Hustler's Real Girlfriends (2009)
- Pussy Play 4 (2009)
- Sex Mas Trunk (2009)
- There Will Be Cum 5 (2009)
- Virgin Cheerleaders (2009)
- Best Of Desperate Mothers and Wives (2010)
- I Love Threeways (2010)
- Lil' Tit Moms (2010)
- But Daddy, I Love Black Cock In My Ass (2011)
- Fuck Em Where They Fart (2011)
- Squirtigo (2011)
- Taking Boz (2011)
- Big Ass Anal Wreckage (2012)
- Fuck My Stink Hole (2012)
- Jules Jordan: The Lost Tapes 2: POV Edition (2012)
- OMG White Booty (2012)
- Rim Jobbers (2012)
- Spread Her Gaping Ass (2012)
- Sumthin Bout Luscious Lopez (2012)
- Amateur Delights 4 (2013)
- Interracial Coeds (2013)
- Keister Bunnies (2013)
- Love Those Fatty Asses (2013)
- P.A.W.G - Phat Ass White Girls - Butt Fuckers (2013)
- Slut Powers Activate (2013)
- Throat Fuckers (2013)
- Lifestyles of the Cuckolded 2 (2014)

### Regista
- Kiss My Ass (2005)
- Lauren Phoenix's Pussy POV (2005)
- Shut Up and Fuck Me 1 (2005)